# Познанский, Дмитрий Алексеевич
Дмитрий Алексеевич Познанский (1904, Ташкент — 28 февраля 1943, Базалиевка, Чугуевский район, Харьковская область, Украинская ССР, СССР) — советский кинорежиссёр

, сценарист, организатор кинопроизводства, директор Одесской киностудии (1940—1941).

## Биография
В 1927 году окончил режиссёрский факультет Государственного техникума кинематографии (ГТК). В 1929 году дебютировал фильмом «Ее путь», поставленным совместно с Александром Штрижаком.
Его следующий фильм «Ненужная вражда» (1930) на экран не вышел и не сохранился.  
В 1931 году снял фильм «Забыть нельзя». Работал заместителем директора кинофабрики «Межрабпомфильм».
В 1934 году ЦК ВКП(б) направил его на руководящую работу в Таджикскую ССР.  С апреля 1934 по июль 1935 года – начальник управления Кинофотопромышленности при Совнаркоме Таджикской ССР, директор «Таджиккино».
Решением бюро ЦК КПТ от 13 июля 1935 года был снят с должности «за допущение развала работы, засорение аппарата классово чуждыми элементами, растранжирование госсредств, допущение семейственности в работе».
В 1936 году совместно с Юрием Васильчиковым поставил фильм «Ай-Гуль».
В 1938 году на экран вышел его фильм «Поезд идет в Москву», поставленный совместно с Альбертом Гендельштейном. В 1939 году самостоятельно снял фильм «Воздушная почта».
В 1940–1941 годах — директор Одесской киностудии.
В начале Великой Отечественной войны киностудия была эвакуирована в Ташкент. Туда же переехала семья. Дмитрий Познанский добился освобождения от брони и был призван в армию. Служил заместителем политрука в составе 11-й танковой бригады. Погиб под Харьковом 28 февраля 1943 года. Похоронен в центре села Бражковка Изюмского района Харьковской области.

## Семья
- Жена — Полина Евсеевна Познанская (урождённая Пекарь, 1914—?), ассистент режиссёра.
  - Сын — Владимир Дмитриевич Познанский (род. 1932), штурман гражданской авиации, журналист.
    - Внучка — Анна Владимировна Познанская (род. 1971), искусствовед.

  - Сын — Алексей Дмитриевич Познанский (1939—1999), кинорежиссёр. 
    - Внук — Димитрий Алексеевич Познанский (1974—2010), священник.

## Фильмография
- 1929 — Её путь
- 1930 — Ненужная вражда
- 1931 — Забыть нельзя
- 1936 — Ай-Гуль
- 1938 — Поезд идёт в Москву
- 1939 — Воздушная почта